# آرامگاه بیلدرباشی
آرامگاه بیلدر باشی مربوط به دوره صفوی است و در شهرستان سبزوار، روستای فسنقر واقع شده و این اثر در تاریخ ۱۹ اسفند ۱۳۸۰ با شمارهٔ ثبت ۴۹۰۲ به‌عنوان یکی از آثار ملی ایران به ثبت رسیده‌است.